# 均一
| ウィキペディアには「均一」という見出しの百科事典記事はありません（タイトルに「均一」を含むページの一覧/「均一」で始まるページの一覧）。 代わりにウィクショナリーのページ「均一」が役に立つかもしれません。 |